# Zernsdorf
Zernsdorf è una frazione della città tedesca di Königs Wusterhausen, nel Land del Brandeburgo.

## Storia
Nel 2003 il comune di Zernsdorf venne soppresso e aggregato alla città di Königs Wusterhausen.